# Oreomyrrhis
Oreomyrrhis es un género de plantas  pertenecientes a la familia Apiaceae. Comprende 44 especies descritas y de estas, solo 5 aceptadas.

## Descripción
Son hierbas perennes, cespitosas y acaules a caulescentes, glabras a tomentosas, con raíces axonomorfas. Hojas alternas, pecioladas, membranáceas, pinnatisectas con 2-12 pares de folíolos opuestos, enteros a pinnatisectos; pecíolos envainadores. Inflorescencia de umbelas simples pedunculadas; involucro linear-lanceolado a obovado, entero a pinnatífido, las brácteas connatas; pedicelos robustos a filiformes, patente-ascendentes o patentes. Cáliz ausente; pétalos de ápice más angosto y escasamente incurvado, blancos o purpúreos; estilos cortos a delgados, el estilopodio cónico. Frutos oblongos a ovoides, comprimidos lateralmente, escasamente constrictos en la comisura; mericarpos subteretes o pentagonales, glabros a tomentosos; carpóforo 2-partido a someramente 2-fido; costillas 5, conspicuas, obtusas a agudas; vitas solitarias a varias en los intervalos, 2 o más en la comisura; cara de las semillas plana a cóncava.

## Taxonomía
El género fue descrito por Stephan Ladislaus Endlicher y publicado en Genera Plantarum 787. 1839.

## Especies
A continuación se brinda un listado de las especies del género Oreomyrrhis aceptadas hasta septiembre de 2012, ordenadas alfabéticamente. Para cada una se indica el nombre binomial seguido del autor, abreviado según las convenciones y usos.
- Oreomyrrhis andicola (Kunth) Endl. ex Hook. f.
- Oreomyrrhis daucifolia I.M. Johnst.
- Oreomyrrhis hookeri Mathias & Constance
- Oreomyrrhis involucrata Hayata
- Oreomyrrhis orizabae I.M. Johnst.